# Lydyja Semenowa
Lydyja Kostjantyniwna Semenowa (ukrainisch Лидия Костянтинівна Семенова, englische Transkription Lidia Semenova; * 22. November 1951 in Kiew, Ukrainische SSR; † 4. Juli 2025) war eine ukrainische Schachspielerin und seit 1982 Großmeister der Frauen.

## Leben

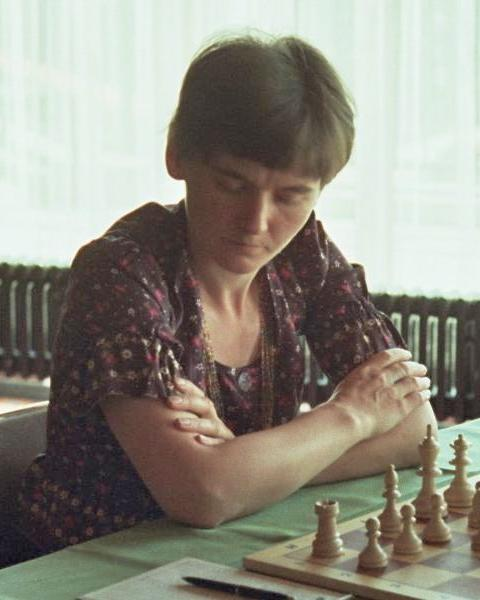
Lydyja Semenowa Interzonenturnier der Frauen in Bad Kissingen 1982

Im Jahre 1972 spielte sie in Tolyatti die Sowjetische Schachmeisterschaft der Frauen, die Marta Litinskaja gewann. Im Jahre 1978 in Nikolajew wurde Lydyja Semenowa geteilte Erste mit Irina Levitina. Die Spartakiade 1979, die Sowjetischen Frauenmeisterschaften 1979 und 1980, sowie ein Turnier in Rostow am Don waren weitere Erfolge. In den 1980er Jahren gehörte sie zur Weltspitze der Frauen.
Semenowa wurde zuletzt als inaktiv geführt, da sie seit der Kiewer Meisterschaft 2011 keine gewertete Partie mehr gespielt hatte.
Anfang Juli starb Semenowa im Alter von 74 Jahren.

## Kandidatenturniere der Frauen
Sie wurde geteilte Erste beim Zonenturnier 1981 in Leningrad und spielte daraufhin 1982 das Interzonenturnier in Bad Kissingen, das Nona Gaprindaschwili gewann. Im Jahre 1983 konnte sie im Viertelfinale gegen Margareta Muresan in Bad Kissingen und im Halbfinale gegen Nana Iosseliani gewinnen. Im Kandidatenfinale der Frauenweltmeisterschaft verlor sie dann 1984 in Sotschi gegen Irina Levitina.
Im Kandidatenturnier 1986 in Malmö erreichte sie einen geteilten vierten Platz. Elena Akhmilovskaya gewann das Turnier. 1987 wurde sie geteilte Dritte im Interzonenturnier in Tuzla, Nana Iosseliani wurde Erste. Im Stichkampf verlor Semenova gegen Agnieszka Brustman. Sie spielte noch die Interzonenturniere 1993 in Jakarta und 1995 in Chișinău, bei denen jeweils Ketewan Arachamia den 1. Platz belegte.

## Nationalmannschaft

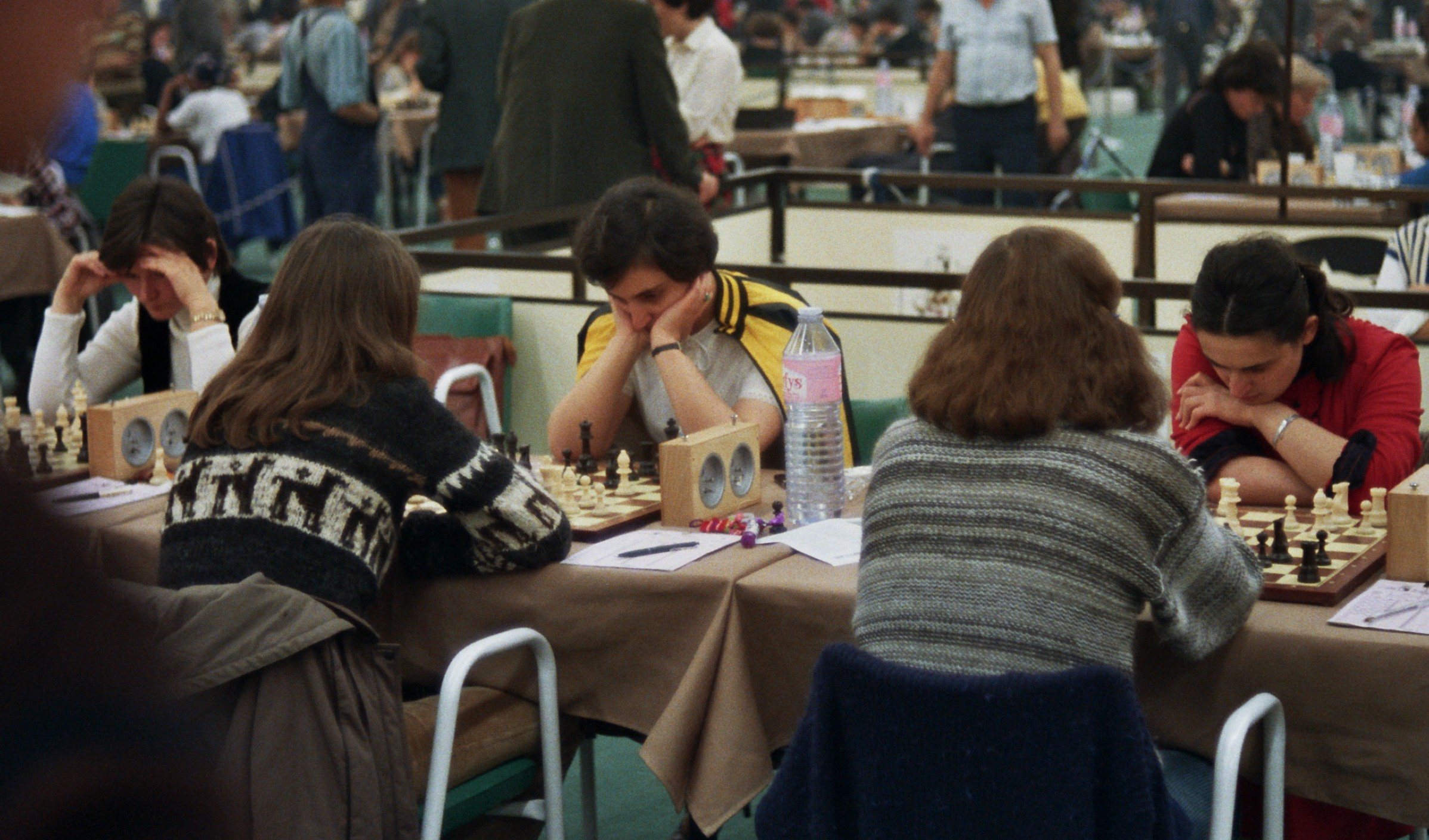
Deutschland – Sowjetunion, Thessaloniki 1984, vlnr: Semenowa, Levitina, Tschiburdanidse

Lydyja Semenowa nahm an zwei Schacholympiaden der Frauen teil. 1984 in Thessaloniki gewann sie mit der Sowjetunion die Mannschaftswertung und erreichte sowohl das beste Einzelergebnis aller Reservespielerinnen als auch die beste Elo-Leistung aller Teilnehmerinnen. 1992 in Manila erreichte sie mit der Ukraine den zweiten Platz.

## Vereine
In den 1970er Jahren spielte Semenowa zunächst am Mädchenbrett, später am Frauenbrett von Avangard und gewann mit diesem 1978 die sowjetische Vereinsmeisterschaft. 1982 gewann sie diesen Wettbewerb am Frauenbrett von Trud. Mit der Mannschaft der Grandmaster School Kiew nahm Semenowa 1997 und 1999 am European Club Cup der Frauen teil und erreichte jeweils den dritten Platz.

## Weitere Turniere
In den Jahren 1990 bis 2009 beteiligte sie sich an vielen Turnieren in Russland, Polen und besonders in der Ukraine. Sie spielte Meisterschaften von Kiew (1998, 1999, 2001, 2002, 2003, 2004, 2005, 2007) und die Kiewer Frauenmeisterschaften 2001, 2002 und 2003. Außerdem beteiligte sie sich an den Frauenmeisterschaften der Ukraine 2000, 2002, 2003 (2. Platz) und 2004. Den jährlichen Cup Independence – Ukraine spielte sie in den Jahren 2002 bis 2009.